# 아일린 앳킨스
아일린 앳킨스 여사(영어: Dame Eileen Atkins, DBE, 1934년 6월 16일 ~ )는 영국의 배우이다.

## 서훈
- 1990년 대영 제국 훈장 3등급(CBE)[2]
- 2001년 대영 제국 훈장 2등급(DBE, 작위급 훈장)[1]